# Fifth Harmony (албум)
Fifth Harmony е третия и последен албум на американската група Фифт Хармъни, издаден през август 2017 г. Включва в себе си 10 музикални изпълнения, от него са излезли три сингъла „Down“, „He Like That“ и „Por Favor“. Това е първият и единствен албум на групата след напускането на Камила Кабейо.

## Списък с песните

### Оригинален траклист
1. „Down“ (с Гучи Мане) – 2:45
2. „He Like That“ – 3:37
3. „Sauced Up“ – 3:17
4. „Make You Mad“ – 2:54
5. „Deliver“ – 3:26
6. „Lonely Night“ – 3:25
7. „Don't Say You Love Me“ – 3:13
8. „Angel“ – 3:09
9. „Messy“ – 3:14
10. „Bridges“ – 4:03

### Spotify издание
1. „Por Favor“ (испанско-английска версия) (с Питбул) – 3:18

### Японско лимитирано издание
1. „Down“ (инструментална версия) – 2:43